# Jan van Oudenaarde
Jan van Oudenaarde (1220 - 12 december 1293) was burchtheer van Oudenaarde en heer van Pamele en Rozoy en was de zoon van Arnulf IV van Oudenaarde (±1187 - 1242) en Alix Beaucignies, vrouwe van Rozoy. 
Jan van Oudenaarde was ook heer van Vloesberg en Lessen. In het conflict tussen de Vlaamse en de Henegouwse graven Gwijde van Dampierre en Jan van Avesnes, met het Debattenland als inzet, koos hij aanvankelijk de Henegouwse kant en later de Vlaamse kant.

## Familie
Jan van Oudenaarde trouwde twee keer. Hij trouwde een eerste keer met Adelheid van Nesle - Soissons (1226-1255), dochter van Jan II van Nesle, graaf van Soissons. Zij hadden samen vier kinderen:
- Arnold V van Oudenaarde (±1244-), heer van Oudenaarde
- Maria van Oudenaarde (1246-1290) trouwde 1236 met Jan II van Nesle (-1270), zoon van Raoul I van Nesle (1150-1235). Zij hadden samen 2 kinderen:
  - Jan III van Soissons
  - Maria van Nesle (1270-1328) huwde 1285 Jan III van Loon (1268-1310)
- Jan II van Oudenaarde (±1248-)
- Robert van Oudenaarde (±1250-)

Jan trouwde een tweede keer met Mathilde van Crecques (1222-), dochter van Anseau II van Crecques (± 1195-). Zij hadden samen één dochter:
- Aleidis van Oudenaarde (± 1252-)